# 1969 Alain
1969 Alain è un asteroide della fascia principale del diametro medio di circa 24,37 km. Scoperto nel 1935, presenta un'orbita caratterizzata da un semiasse maggiore pari a 3,0922927 UA e da un'eccentricità di 0,1563953, inclinata di 3,33508° rispetto all'eclittica.